# Nunatak Salash

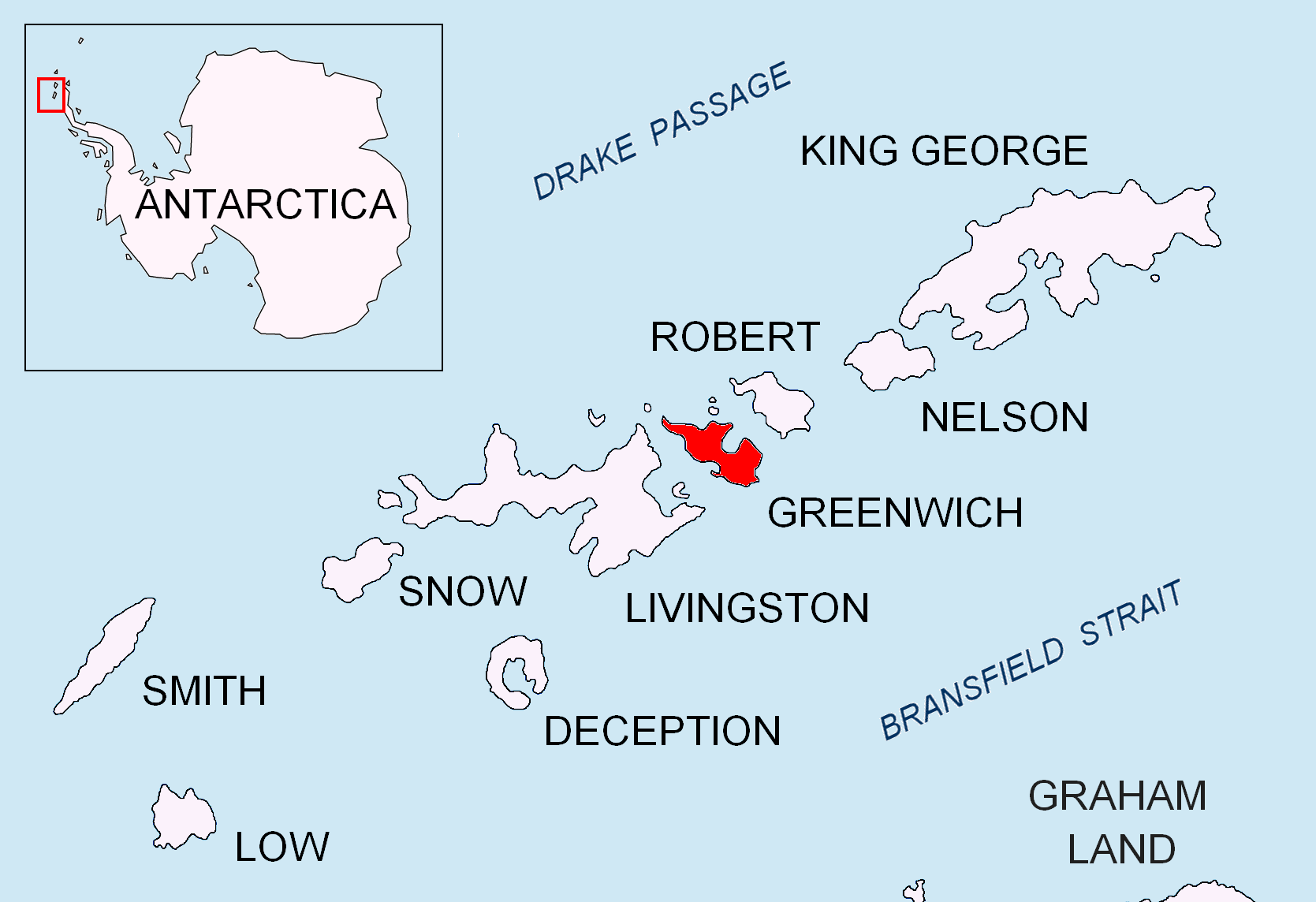
Localização da Ilha Greenwich.

Nunatak Salash (em búlgaro:  нунатак Салаш, ‘Nunatak Salash’ \'nu-na-tak 'sa-lash\) é um pico rochoso de 220 metros de elevação, localizado na Ilha Greenwich, na Antártica. Situa-se a 400 metros a sudeste de Oborishte Ridge, e a 1,35 km de Nevlya Peak.

## Localização
Salash Nunatak está localizado em 62° 32′ 14,3″ S, 59° 45′ 21″ O.

### Mapas
L.L. Ivanov. Antarctica: Livingston Island and Greenwich, Robert, Snow and Smith Islands. Scale 1:120000 topographic map.  Troyan: Manfred Wörner Foundation, 2009.  ISBN 978-954-92032-6-4